# Claudio Pescia
Claudio Pescia (* 17. November 1963 in Zürich) ist ein Schweizer Curler.

## Karriere
Bei den Europameisterschaften von 1994 bis 1998 und bei der Weltmeisterschaft 1996 spielte Pescia für Italien. Die beste Platzierung war der 4. Rang bei den Europameisterschaften in Grindelwald im Jahre 1995.
Danach spielte er für sein Geburtsland, die Schweiz. Als Vize-Skip im Team von Ralph Stöckli spielte Pescia bei den Europameisterschaften 2002 und 2005 sowie an den Weltmeisterschaften 2003 und 2006. Die Weltmeisterschaft 2003 in Winnipeg war mit dem Gewinn der Silbermedaille sein bisher grösster Erfolg.
2006 nahm Pescia an den Olympischen Winterspielen in Turin teil. Die Mannschaft belegte den fünften Platz und holte somit ein olympisches Diplom. Ab der darauffolgenden Saison skippte er sein eigenes Team und wurde 2008 zum dritten Mal Schweizer Meister.
Heute ist Pescia Coach des CC Genf, mit welchem er im zweiten Jahr 2014 Schweizer Meister wurde und an der darauf folgenden WM in Peking die Bronze-Medaille gewann.